# Aardvark-Vanaheim
Aardvark-Vanaheim là một nhà xuất bản truyện tranh độc lập của Canada được thành lập vào năm 1977 bởi Dave Sim và Deni Loubert và được biết đến nhiều nhất với việc xuất bản Sim's Cerebus.
Vào tháng 7 năm 1984, Aardvark-Vanaheim bị Marvel Comics đe dọa có thể có hành động pháp lý về việc bắt chước nhân vật Wolverine của Marvel trong Cerebus.
Trong một thời gian ngắn, công ty cũng đã xuất bản các tựa sách khác, đôi khi dưới tên Aardvark One International. Điều này chủ yếu là vào đầu những năm 1980, và hầu hết các đầu sách này đã chuyển cho Renegade Press. Kể từ những năm 1980, phần lớn các đầu sách do công ty xuất bản đều liên quan đến Cerebus, mặc dù kể từ khi số cuối cùng của Cerebus được xuất bản, AV đã tiếp tục xuất bản các tác phẩm khác, bao gồm cả glamourpuss.
Văn phòng của AV được đặt tại Kitchener, Ontario.